# Abadia de Hovedøya
Hovedøya Abbey (en noruec, Hovedøya kloster) era un monestir cistercenc d'època medieval situat a l'illa de Hovedøya, a l'Oslofjord, als afores d'Oslo, Noruega.

## Història
El monestir va ser fundat el 18 de maig de 1147 per monjos de l'abadia de Kirkstead (Anglaterra) a l'illa de Hovedøya i dedicat a la Santíssima Mare de Déu i Sant Edmund el Màtir. Ja existia abans una església dedicada a Sant Edmund, i els monjos la van reprendre com l'església de l'abadia, modificant-la per complir els requisits cistercencs. La resta del monestir segueix un pla de construcció cistercenc modificat, per tenir en compte un petit turó local. L'església mateixa està construïda amb estil romànic; la resta del monestir era presumiblement gòtic. Durant l'època medieval, l'abadia va ser una de les institucions més riques de Noruega, amb més de 400 propietats, incloent una zona de pesca i boscos.

## El final de l'abadia
L'agitació política durant la successió al tron del regne de Dinamarca i Noruega va conduir al final del monestir. L'abat, després d'haver donat suport al protestant Rei Cristià II, possiblement en un intent de guanyar suport davant la propera Reforma, va entrar en conflicte amb el comandant de la fortalesa d'Akershus, Mogens Gyldenstierne (ca. 1485-1569), que irònicament havia donat suport al príncep catòlic romà Frederic I. En 1532, l'abat va ser empresonat per les seves implicacions polítiques, i l'abadia va ser saquejada i després es va incendiar, i va acabar amb 400 anys d'activitat monàstica a Hovedøya. Qualsevol esperança que hagués tingut l'ordre en la restauració de la rica abadia es va reduir 4 anys després, quan la Reforma va escombrar Dinamarca-Noruega.
El lloc va ser utilitzat posteriorment com a pedrera per a subministrar pedres a la Fortalesa d'Akershus. De l'abadia només ha quedat restes, els més complets d'un monestir medieval noruec. Durant la dècada del 1930, l'arquitecte Gerhard Fischer va realitzar excavacions en el lloc.

## Vestigis conservats
El Museu Històric d'Oslo conserva vestigis de l'església. Es tracta de rajoles de terracota amb diferents motius (figures geomètriques, humanes i animals, flors) i fragments de vitralls.

## Galeria d'imatges

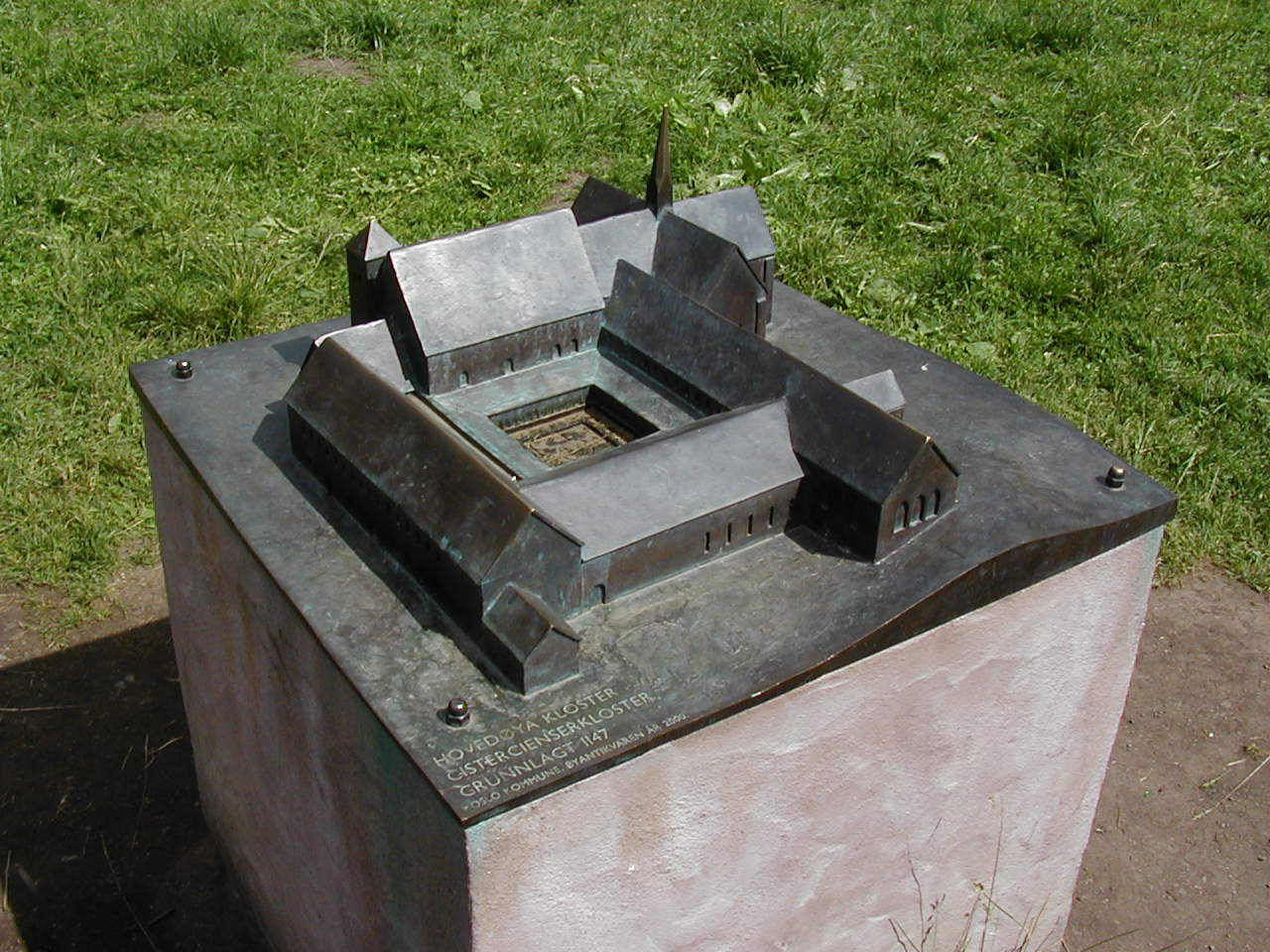
Model reconstituït de l'abadia
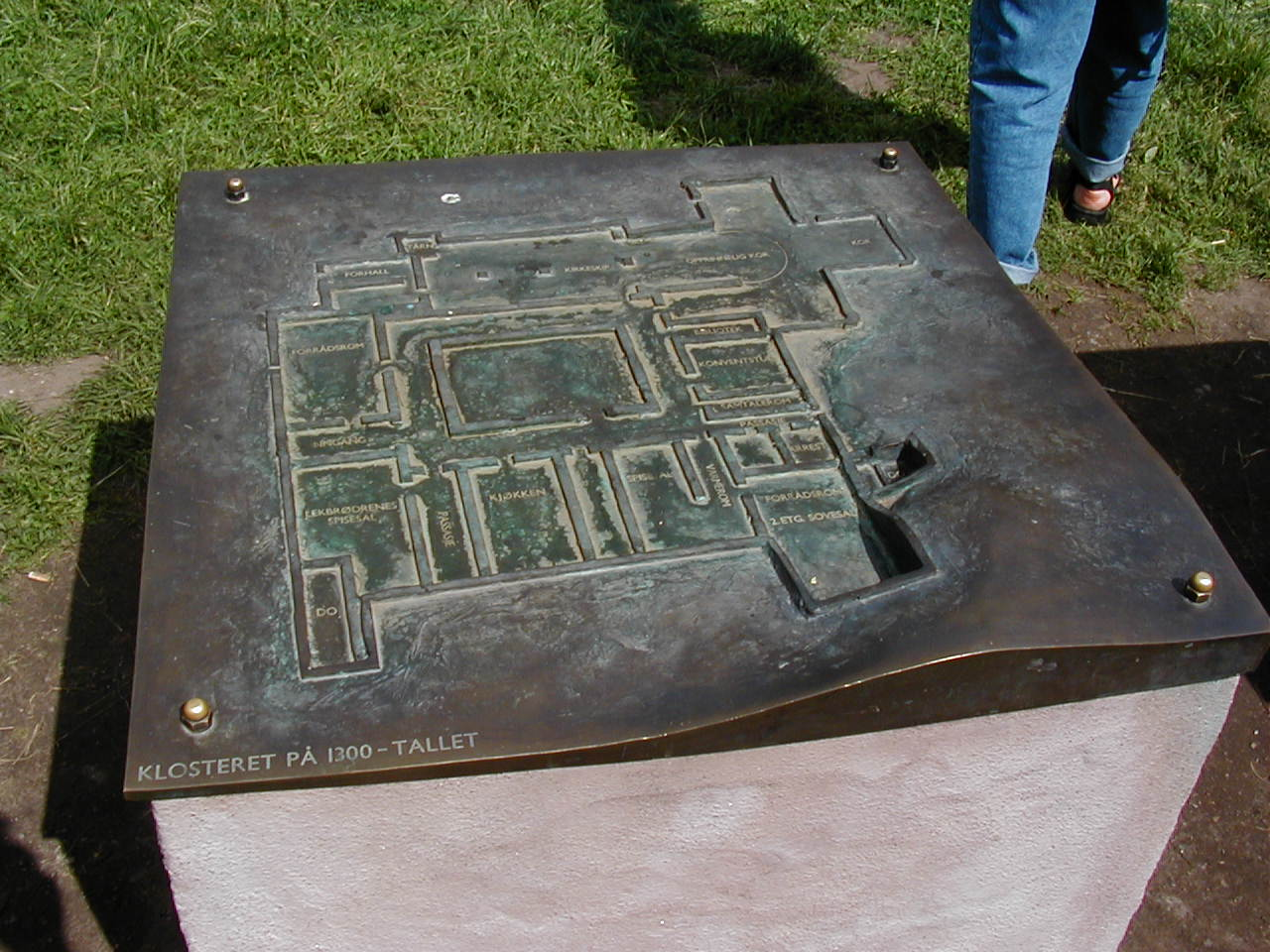
Model de la planta de l'abadia